# South Carrollton
South Carrollton és una població dels Estats Units a l'estat de Kentucky. Segons el cens del 2000 tenia 184 habitants.

## Demografia
Segons el cens del 2000, South Carrollton tenia 184 habitants, 70 habitatges, i 53 famílies. La densitat de població era de 296 habitants/km².
Dels 70 habitatges en un 35,7% hi vivien nens de menys de 18 anys, en un 60% hi vivien parelles casades, en un 12,9% dones solteres, i en un 22,9% no eren unitats familiars. En el 17,1% dels habitatges hi vivien persones soles el 4,3% de les quals corresponia a persones de 65 anys o més que vivien soles. El nombre mitjà de persones vivint en cada habitatge era de 2,63 i el nombre mitjà de persones que vivien en cada família era de 2,94.
Per edats la població es repartia de la següent manera: un 22,8% tenia menys de 18 anys, un 9,8% entre 18 i 24, un 32,1% entre 25 i 44, un 21,7% de 45 a 60 i un 13,6% 65 anys o més.
L'edat mediana era de 39 anys. Per cada 100 dones de 18 o més anys hi havia 118,5 homes.
La renda mediana per habitatge era de 27.500 $ i la renda mediana per família de 38.750 $. Els homes tenien una renda mediana de 33.125 $ mentre que les dones 14.375 $. La renda per capita de la població era de 18.183 $. Entorn del 3,7% de les famílies i el 14% de la població estaven per davall del llindar de pobresa.

## Poblacions més properes
El següent diagrama mostra les poblacions més properes.